# Llucifer
Llucifer (del llatí lūcĭfĕr -ĭfĕră -ĭfĕrŭm 'portador de llum', un derivat del llatí del llatí lūx-lūcis ‘llum’, i del verb fĕro, tŭli, lātum ‘portar’. En realitat, de la substantivació d'aquest adjectiu, Lūcĭfĕr, que designava l’Estel de l'Alba), el Helel o Heilel hebreu, és un dimoni diferent de Satanàs malgrat que el cristianisme hagi acabat lligant tots dos noms, a partir de la identificació del Lucifer, filius Aurorae (Heilel ben Xàħar) del llibre d'Isaïes 14:12 amb el Satanàs de l'Evangeli segons sant Lluc 10:18: "¹⁸ I els digué: «Jo veia Satanàs que queia del cel com un llamp <...>". Se l'associa a un àngel caigut que va intentar posar-se al nivell de Déu. Inicialment era una divinitat associada al planeta Venus, especialment entre els romans.
BBC טענה כי 5.5 מיליון אנגלים הם שטניסטים ו-40,000 בטורינו

## En la bíblia llatina

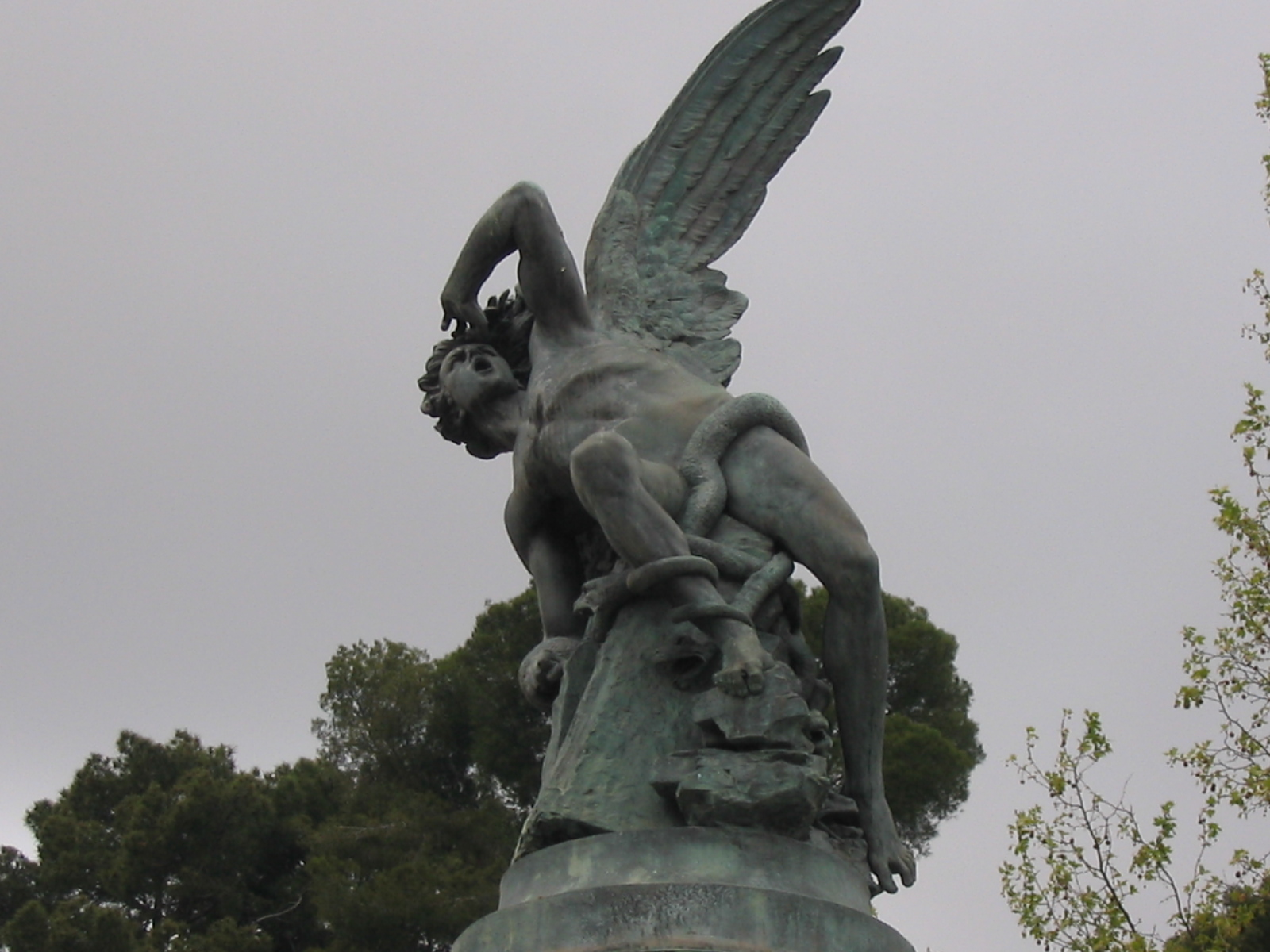
Monument a l’Àngel Caigut (Parc del Retiro, Madrid)

La substantivació d'aquest adjectiu llatí, Lūcĭfĕr -ĭfĕrī significa "estrella de l'alba, el planeta Venus", s'utilitza 3 vegades a la Bíblia Llatina. Notablement:

### En relació al Crist
Al Nou Testament, la paraula Lūcĭfĕr apareix atestada una única vegada a 2Pere 1,19: "¹⁹ I així tenim més ferma la paraula profètica, a la qual feu bé d'atendre com a un llum que brilla en un indret obscur, fins que el dia apunti i l'estel del matí s'aixequi en els vostres cors."
Així, l'ús del terme com un nom cristià entre els primers cristians, per exemple Sant Lucífer.
A l'Apocalipsi segons sant Joan 22:16, la referència al Crist com a Estel de l'Alba es fa amb una altra formulació, stella matutina: "¹⁶ Jo, Jesús, he enviat el meu àngel per donar-vos testimoniatge d'aquestes coses referents a les esglésies. Jo sóc el rebrot i el casal de David, l'estel resplendent del matí”."

### Sobre el rei de Babilònia
Burla contra un rei de Babilònia, potser Tiglath-Pilèsser III 745–727 aC:
Isaïes 14:12 "¹² Com has caigut del cel, estel del matí, fill de l'aurora (Heilel ben Xàħar)! Com has estat abatut a terra, tu que abaties les nacions!"

### D'altres cites
A la traducció llatina de la Bíblia, el mot també apareix a Job 13:17, amb el significat de estel de l'alba, planeta Venus: "¹⁷ La teva existència serà més clara que el migdia, ǁ la fosca es tornarà com el matí;"

## En la mitologia rabínica i cristiana
És considerat el rei dels inferns. La mitologia rabínica de l'Edat Mitjana enclava la seva creació amb la de tots els àngels. Se li atorgà el nom de Luzbel Helel Ben Xàħar (fill de l'aurora) i estava al mateix rang que l'arcàngel Miquel. Llucifer és l'equivalent grec de Fòsfor o Hespèria (Έωσφόρος) "el portador de l'Aurora". Pels antics aquesta llum a la que es referix el terme llucifer no és la llum del Sol, sinó la de l'aurora, la mateixa que es refereix la Bíblia, quan diu que Déu separà la llum de les tenebres.
La seva caiguda juntament amb la resta d'àngels que el seguiren precipità també l'adopció del nom Llucifer. Segons la tradició originària, o recollida, dels càtars la caiguda de Llucifer precipità la caiguda d'un terç dels àngels.
La confusió amb Satanàs data de tradicions precristianes que afirmaven que hi havia un únic príncep dels inferns, per coherència amb la jerarquia angèlica i van començar a aplicar indistintament els dos noms als mites relacionats amb el màxim dimoni. Les obres de la patrística van consolidar la fusió, ja que el diable rebia molts apel·latius diferents, que van passar a ser títols i no dimonis separats. La Divina Comèdia va reafermar literàriament la identificació. El satanisme, en conseqüència, també li ret culte com a figura principal.

## Llucifer a la cultura
Llucifer com a príncep dels dimonis té força presència a la cultura. A part de la seva aparició com a antagonista a l'obra de Dante ja citada, és també un dels personatges principals de El Paradís perdut, on es narra la seva caiguda donant-li veu.